# Leyla Birlik
Leyla Birlik (née en 1977 à Derik dans la province de Mardin) est une femme politique turque. Depuis le 25 juin 2015 elle est députée du Parti démocratique des peuples (HDP) de la circonscription de Şırnak,.

## Biographie
Leyla Birlik suit ses études secondaires à Mardin.
En 2009 elle est élue à la présidence de l'assemblée de la province de Şırnak. Élue députée à la Grande Assemblée nationale de Turquie en 2015, elle siège dans la commission parlementaire de l'agriculture, des forêts et des affaires rurales,.